# Scotophilus livingstonii
Scotophilus livingstonii är en fladdermus i familjen läderlappar som förekommer i Afrika. Artepitet i det vetenskapliga namnet hedrar den skotska upptäcktsresanden David Livingstone.

## Utseende
Individerna är 7,4 till 8,9 cm långa (huvud och bål), har en 3,2 till 5,0 cm lång svans och 5,1 till 5,6 cm långa underarmar. Bakfötterna och öronen är cirka 1 cm långa. Pälsen på ovansidan har en rödbrun (mahogny) färg och undersidan är täckt av gulbrun päls. Vid strupen och längre bak på buken är pälsen lite mer orangebrun. Delar av vingarnas undersida är täckta med hår. Scotophilus livingstonii har stora övre hörntänder.
Arten liknar främst Scotophilus dinganii, men Scotophilus dinganii är inte lika rödaktig på ovansidan samt mer gråaktig på undersidan. Dessutom finns skillnader i kraniets konstruktion och i de genetiska egenskaperna.

## Utbredning
Scotophilus livingstonii är känd från Västprovinsen i Kenya och från regionen Storaccra i södra Ghana. Antagligen har den en stor utbredning i Afrika som inrymmer dessa två områden. Habitatet utgörs troligen av savanner och olika slags skogar. Fynd gjordes även i kulturlandskap.

## Bevarandestatus
Störningar vid viloplatsen kan påverka beståndet negativt. IUCN listar arten på grund av den antagna stora utbredningen som livskraftig (LC).